# Atletica leggera ai XVII Giochi paralimpici estivi - 400 metri piani T11 femminili
Ai XVII Giochi paralimpici estivi la competizione dei 400 metri piani femminili T11 si è svolta il 31 agosto 2024 presso lo Stade de France di Parigi.

## Situazione pre-gara

### Record
Prima di questa competizione, il record del mondo, il record paralimpico e i record continentali erano i seguenti.
| Record              | Prestazione | Atleta                                     | Data e luogo                               | Competizione                               |
| ------------------- | ----------- | ------------------------------------------ | ------------------------------------------ | ------------------------------------------ |
| Record mondiale     | 56"00       | Liu Cuiqing Cina                           | 13 maggio 2018 Pechino, Cina               |                                            |
| Record paralimpico  | 56"25       | Liu Cuiqing Cina                           | 28 agosto 2021 Tokyo, Giappone             | XVI Giochi paralimpici estivi              |
| Record africano     | 57"18       | Lahja Ishitile Namibia                     | 11 luglio 2023 Parigi, Francia             | Campionati mondiali paralimpici 2023       |
| Record panamericano | 56"14       | Terezinha Guilhermina Brasile              | 18 agosto 2007 Rio de Janeiro, Brasile     |                                            |
| Record asiatico     | 56"00       | Liu Cuiqing Cina                           | 13 maggio 2018 Pechino, Cina               |                                            |
| Record europeo      | 56"83       | Purificacion Santamarta-Bravo Spagna       | 25 ottobre 2000 Sydney, Australia          | XI Giochi paralimpici estivi               |
| Record oceaniano    | 1'03"77     | Record vacante. Prestazione minima 1'03"77 | Record vacante. Prestazione minima 1'03"77 | Record vacante. Prestazione minima 1'03"77 |

### Campionesse in carica
Le campionesse in carica a livello mondiale erano le  seguenti.
| Campionessa | Atleta                    | Prestazione | Data e luogo                   | Competizione                         |
| ----------- | ------------------------- | ----------- | ------------------------------ | ------------------------------------ |
| Paralimpica | Liu Cuiqing Cina          | 56"25       | 28 agosto 2021 Tokyo, Giappone | XVI Giochi paralimpici estivi        |
| Mondiale    | Thalita Simplício Brasile | 57"45       | 19 maggio 2024 Kōbe, Giappone  | Campionati mondiali paralimpici 2024 |

### La stagione
Prima di questa gara, le atlete con le migliori tre prestazioni mondiali dell'anno erano:
| Pos. | Atleta                          | Prestazione | Data e luogo                      |
| ---- | ------------------------------- | ----------- | --------------------------------- |
| 1    | Lahja Ishitile Namibia          | 57"30       | 27 luglio 2024 Lovanio, Belgio    |
| 2    | Thalita Simplício Brasile       | 57"45       | 19 maggio 2024 Kōbe, Giappone     |
| 3    | Jhulia Karol dos Santos Brasile | 57"89       | 27 giugno 2024 San Paolo, Brasile |